# Michael Wainwright
Michael Wainwright, né le 25 juillet 1973 à Worcester en Angleterre, est un homme d'affaires et un pilote automobile britannique qui participe en tant que gentleman driver à des épreuves d'endurance au volant de voitures de Grand tourisme dans des championnats tels que le Championnat du monde d'endurance et l'European Le Mans Series, ainsi qu'aux 24 Heures du Mans,.
Il est également propriétaire de l'écurie de course automobile GR Racing.
Professionnellement, il opère de janvier 2008 à mars 2024 en tant que Directeur de l'exploitation dans la société Trafigura, pour laquelle il travaille depuis 1998. Son retrait est annoncé en avril 2023. En décembre de la même année, il est inculpé par le Ministère public de la Confédération Suisse pour corruption présumée d'agents publics en Angola. En janvier 2025, il est condamné à 32 mois de prison, dont 12 fermes.
En 2022, il fait l'acquisition d'un domaine près de Genève pour une somme estimée à 50 millions de francs suisses. Il est listé parmi les 300 personnes les plus riches de Suisse en 2023, avec une fortune estimée entre 300 et 400 millions de francs suisses.

## Carrière

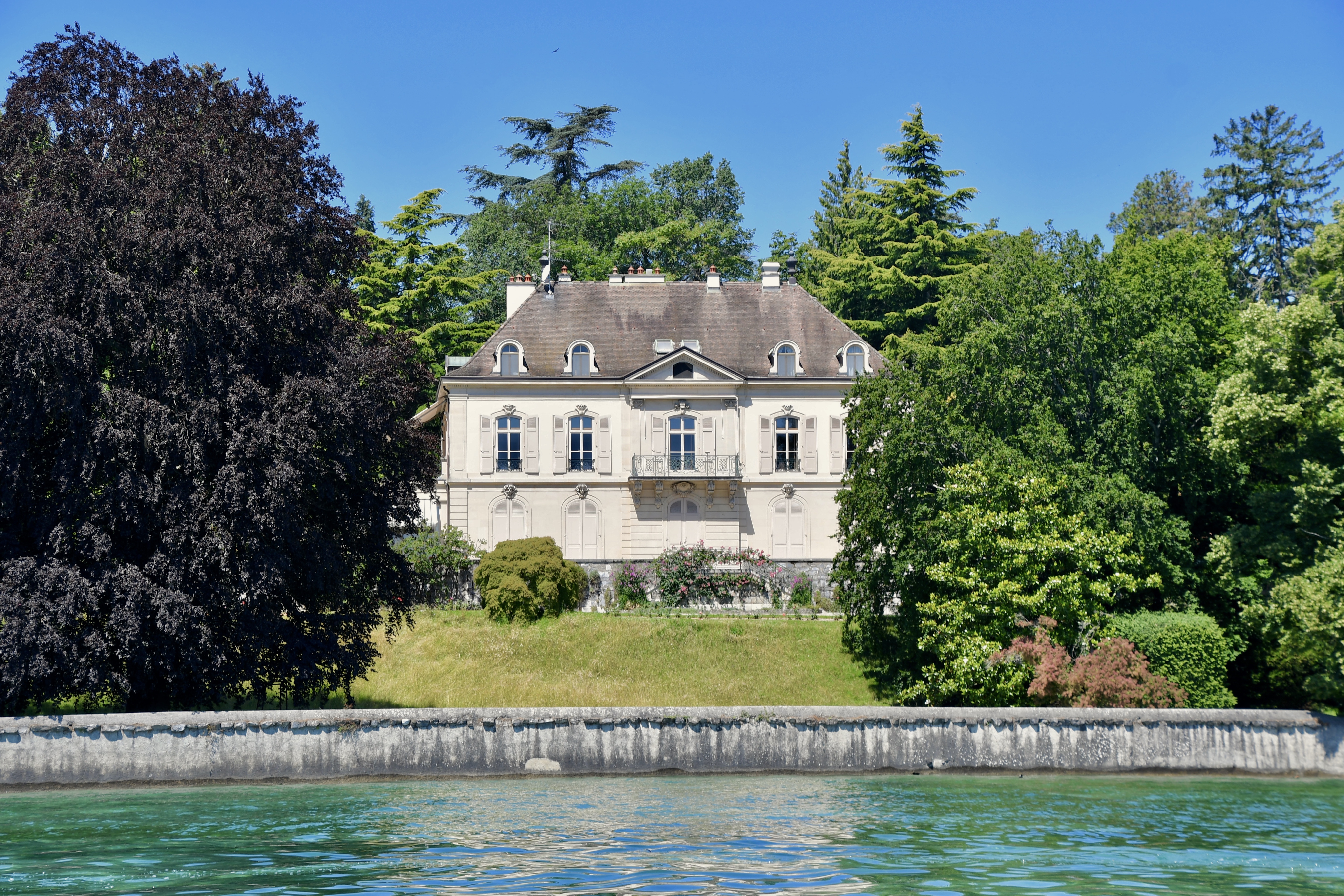
La maison de maître « Le Rivage », à Pregny-Chambésy (GE), en Suisse, où habite Michael Wainwright depuis 2022.

## Palmarès

### Résultats aux24 Heures du Mans
| Année | Écurie                      | Copilotes                     | Voiture                     | Classe   | Tours | Pos. | Class Pos. |
| ----- | --------------------------- | ----------------------------- | --------------------------- | -------- | ----- | ---- | ---------- |
| 2011  | Gulf Racing Middle East AMR | Fabien Giroix Roald Goethe    | Aston Martin V8 Vantage GT2 | GTE Am   | 141   | Abd. | Abd.       |
| 2016  | Gulf Racing                 | Adam Carroll Ben Barker       | Porsche 911 RSR             | LMGTE Am | 328   | 33e  | 5e         |
| 2017  | Gulf Racing                 | Ben Barker Nick Foster        | Porsche 911 RSR             | LMGTE Am | 328   | 38e  | 10e        |
| 2018  | Gulf Racing                 | Ben Barker Alex Davison       | Porsche 911 RSR             | LMGTE Am | 283   | 40e  | 10e        |
| 2019  | Gulf Racing                 | Ben Barker Thomas Preining    | Porsche 911 RSR             | LMGTE Am | 331   | 38e  | 8e         |
| 2020  | Gulf Racing                 | Ben Barker Andrew Watson (en) | Porsche 911 RSR             | LMGTE Am | 337   | 29e  | 5e         |
| 2021  | GR Racing                   | Ben Barker Tom Gamble         | Porsche 911 RSR-19          | LMGTE Am | 322   | 43e  | 14e        |

### Résultats aux12 Heures de Sebring
| Année | Écurie                      | Copilotes                  | Voiture                     | Classe | Tours | Pos. | Class Pos. |
| ----- | --------------------------- | -------------------------- | --------------------------- | ------ | ----- | ---- | ---------- |
| 2011  | Gulf Racing Middle East AMR | Fabien Giroix Roald Goethe | Aston Martin V8 Vantage GT2 | GTE Am | 5     | Abd. | Abd.       |

### Résultats enChampionnat du monde d'endurance
| Année     | Écurie         | Châssis            | Moteur                    | Classe   | 1        | 2        | 3     | 4     | 5     | 6        | 7     | 8     | 9     | Position | Points |
| --------- | -------------- | ------------------ | ------------------------- | -------- | -------- | -------- | ----- | ----- | ----- | -------- | ----- | ----- | ----- | -------- | ------ |
| 2016      | Gulf Racing UK | Porsche 911 RSR    | Porsche 4,0 L Flat-6 Atmo | LMGTE Am | SIL Abd. | SPA 5    | LMS 3 | NÜR 5 | MEX 4 | CDA 4    | FUJ 4 | SHA 6 | BHR 4 | 7e       | 106    |
| 2017      | Gulf Racing UK | Porsche 911 RSR    | Porsche 4,0 L Flat-6 Atmo | LMGTE Am | SIL 4    | SPA Abd. | LMS 5 | NÜR 5 | MEX 3 | CDA Abd. | FUJ   | SHA   | BHR 5 | 7e       | 67     |
| 2018-2019 | Gulf Racing UK | Porsche 911 RSR    | Porsche 4,0 L Flat-6 Atmo | LMGTE Am | SPA 7    | LMS 6    | SIL 6 | FUJ 4 | SHA 9 | SEB 4    | SPA 7 | LMS 4 |       | 7e       | 79     |
| 2019-2020 | Gulf Racing UK | Porsche 911 RSR-19 | Porsche 4,0 L Flat-6 Atmo | LMGTE Am | SIL 4    | FUJ 8    | SHA 9 | BAH 3 | CAM 6 | SPA 10   | LMS 5 | BAH 5 |       | 9e       | 85     |
| 2021      | GR Racing      | Porsche 911 RSR-19 | Porsche 4,0 L Flat-6 Atmo | LMGTE Am | SPA Abd. | POR 8    | MNZ 9 | LMS 9 | BHR 6 | BHR 9    |       |       |       | 15e      | 23     |

### Résultats enEuropean Le Mans Series
| Année | Écurie         | Châssis             | Moteur                    | Classe | 1        | 2     | 3     | 4     | 5        | 6   | Position | Points |
| ----- | -------------- | ------------------- | ------------------------- | ------ | -------- | ----- | ----- | ----- | -------- | --- | -------- | ------ |
| 2014  | Gulf Racing UK | Porsche 911 GT3 RSR | Porsche 4,0 L Flat-6 Atmo | LMGTE  | SIL 9    | IMO 8 | RBR 9 | LEC 6 | EST 4    |     | 11e      | 28     |
| 2015  | Gulf Racing UK | Porsche 911 RSR     | Porsche 4,0 L Flat-6 Atmo | LMGTE  | SIL 1    | IMO 8 | RBR 7 | LEC 7 | EST 3    |     | 4e       | 56     |
| 2018  | Gulf Racing UK | Porsche 911 RSR     | Porsche 4,0 L Flat-6 Atmo | LMGTE  | LEC Abd. | MON   | RBR   | SIL 5 | SPA      | POR | 12e      | 10     |
| 2020  | Gulf Racing UK | Porsche 911 RSR-19  | Porsche 4,0 L Flat-6 Atmo | LMGTE  | LEC      | SPA   | LEC   | MON   | POR Abd. |     |          | 0      |